# 塔爾索 (哥倫比亞)
塔爾索是哥倫比亞的城鎮，位於該國北部，由安蒂奧基亞省負責管轄，距離首府麥德林95公里，始建於1912年，面積119平方公里，海拔高度1,407米，2005年人口7,120。
5°52′N 75°50′W / 5.867°N 75.833°W